# Artêmio (cônsul honorário)
Artêmio (português brasileiro) ou Artémio (português europeu) (em latim: Artemius) foi um oficial bizantino do século VII, ativo durante o reinado do imperador Focas (r. 602–610) ou Heráclio (r. 610–641). Nada se sabe sobre sua carreira, exceto que em data desconhecida durante o século foi nomeado cônsul honorário.